# 諾斯珀 (加利福尼亞州)
諾斯珀（英語：Northspur）是位於美國加利福尼亞州門多西諾縣的一個非建制地區。該地的面積和人口皆未知。

## 地理
諾斯珀的座標為39°25′22″N 123°33′07″W / 39.42278°N 123.55194°W，而該地的平均海拔高度為109米（即358英尺）。